# Hôtel Bitault de la Raimberdière
Hôtel Bitault de la Raimberdière是法国曼恩-卢瓦尔省昂热市中心的一座历史建筑，坐落于Pocquet-de-Livonnières街14号，建于1589年。
1998年，该建筑被法国文化部列为法国历史古迹。